# MBM arquitectes
MBM Arquitectes és un estudi d'arquitectura i urbanisme fundat el 1951 pels arquitectes catalans Josep Martorell i Codina i Oriol Bohigas i Guardiola. El 1962 s'hi incorporà el britànic David Mackay, i el 2000, els arquitectes Oriol Capdevila i Francesc Gual. El nom de l'estudi respon a les inicials dels seus tres socis fundadors.

## Història
L'estudi té la seu a Barcelona, des d'on ha projectat i realitzat més de 1000 projectes d'arquitectura, urbanisme, interiorisme i dissenys. És un dels exponents de l'arquitectura moderna dins de l'Espanya de Francisco Franco i va servir com a plataforma de llançament per a molts arquitectes espanyols. Han guanyat nombrosos concursos nacionals i internacionals i s'han implicat en la recuperació del paper de l'arquitecte en el disseny de la ciutat. Aquesta tasca ha resultat particularment eficaç en la reconstrucció dels espais públics de Barcelona durant la primera dècada democràtica i en la preparació dels Jocs Olímpics de Barcelona el 1992. La seva activitat ha suscitat debats culturals, a vegades polèmics, tant en el camp de l'ensenyament com en el de l'arquitectura i l'urbanisme i es complementa amb conferències i publicacions. Són autors de més d'una vintena de llibres i escriuen regularment articles d'opinió en diaris i revistes. Han guanyat diversos premis nacionals i internacionals tant per MBM Arquitectes com a títol individual i les seves obres s'han publicat en diverses revistes especialitzades d'arreu del món.

### Barcelona Olímpica

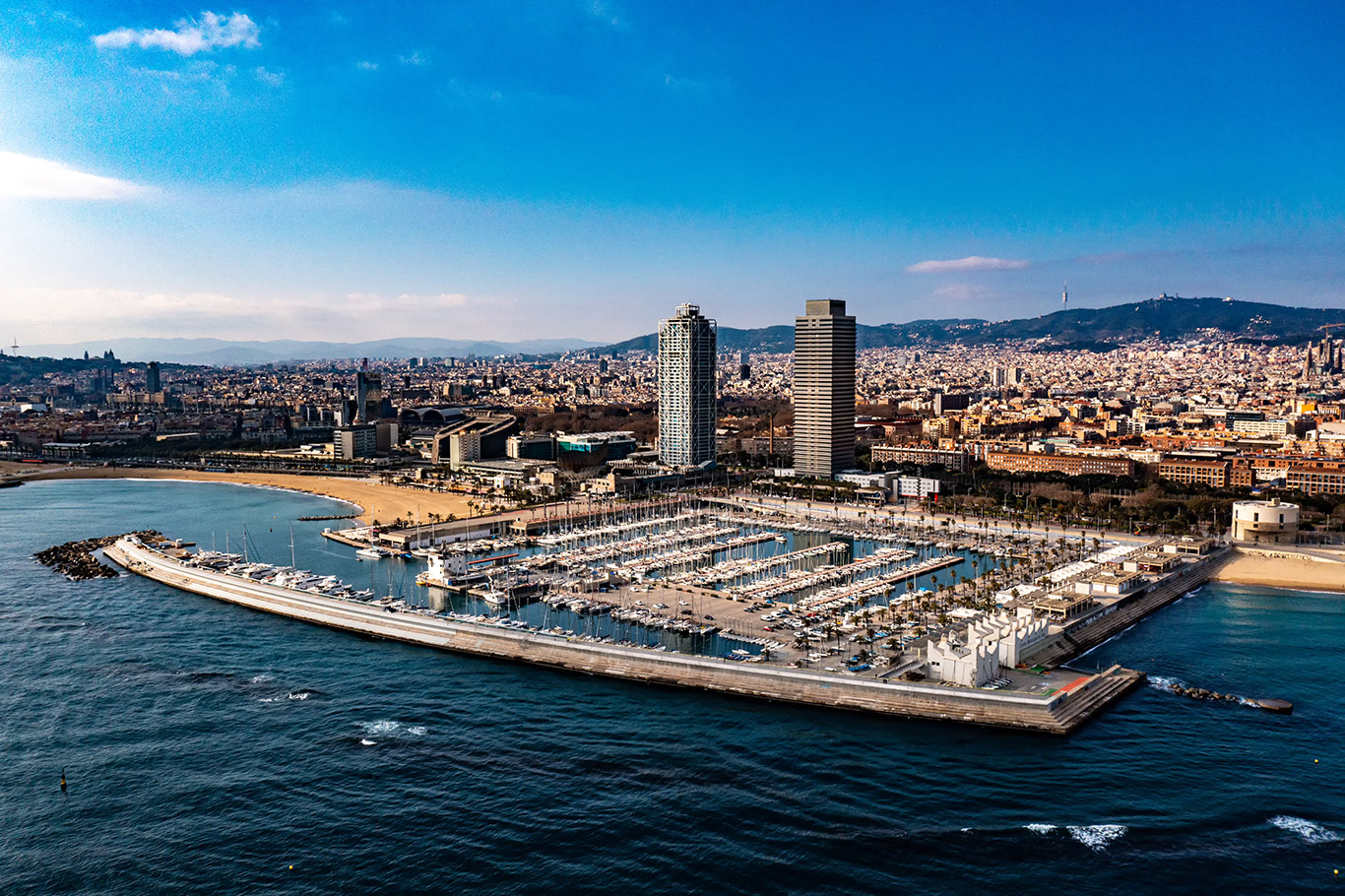
Port Olímpic de Barcelona 2022

MBM va realitzar el projecte urbà dels Jocs Olímpics de Barcelona el 1992. L'estudi va dissenyar el pla de la Vila Olímpica del Poblenou, el Port Olímpic de Barcelona i el Parc del Litoral, així com l'edifici d'habitatges Can Folch també a la Vila Olímpica. Com a responsables directes del disseny de la Vila Olímpica i del Port Olímpic, van possibilitar l'obertura de la ciutat de Barcelona al Mediterrani. El seu traçat urbà va expandir el nombre d'espais públics i d'edificis culturals integrant obres d'altres arquitectes que van ajudar a aconseguir un «renaixement urbà» i un reconeixement internacional de la ciutat de Barcelona.

### Treballs recents
Les obres més recents de l'estudi són la recentment inaugurada Estació Central de la ciutat de Parma, Itàlia (2014), l'edifici del Disseny Hub Barcelona a la Plaça de les Glòries (2013), Opération Sextius Mirabeau a Ais de Provença, França (2013), l'edifici de les oficines centrals de l'editorial RBA a l'Avinguda Diagonal de Barcelona (2011), l'edifici del centre universitari Tecnocampus de Mataró (2011), l'edifici d'habitatges Torre Blanca a la plaça Europa de l'Hospitalet de Llobregat (2010), la Casa dels Xuklis de l'AFANOC, casa d'acollida per a famílies amb nens malalts de càncer a Barcelona (2010), l'Auditori i Sala Gaudí als soterranis de l'edifici de la Pedrera a Barcelona (2008), l'edifici d'oficines per a la UGT al Raval (2008), el front marítim de la ciutat de Mola di Bari a Itàlia (2006), l'edifici de la Universitat Pompeu Fabra del campus de La Ciutadella, Premi Ciutat de Barcelona d'Arquitectura (2001), el Masterplan "A vision for Plymouth 2020" (2003), l'edifici d'oficines Palau Nou de la Rambla (1992), l'Edifici Kochstrasse a Berlín, Alemanya (1991), etc.

## Principals obres
- Guardiola House, Argentona (1955)[2]

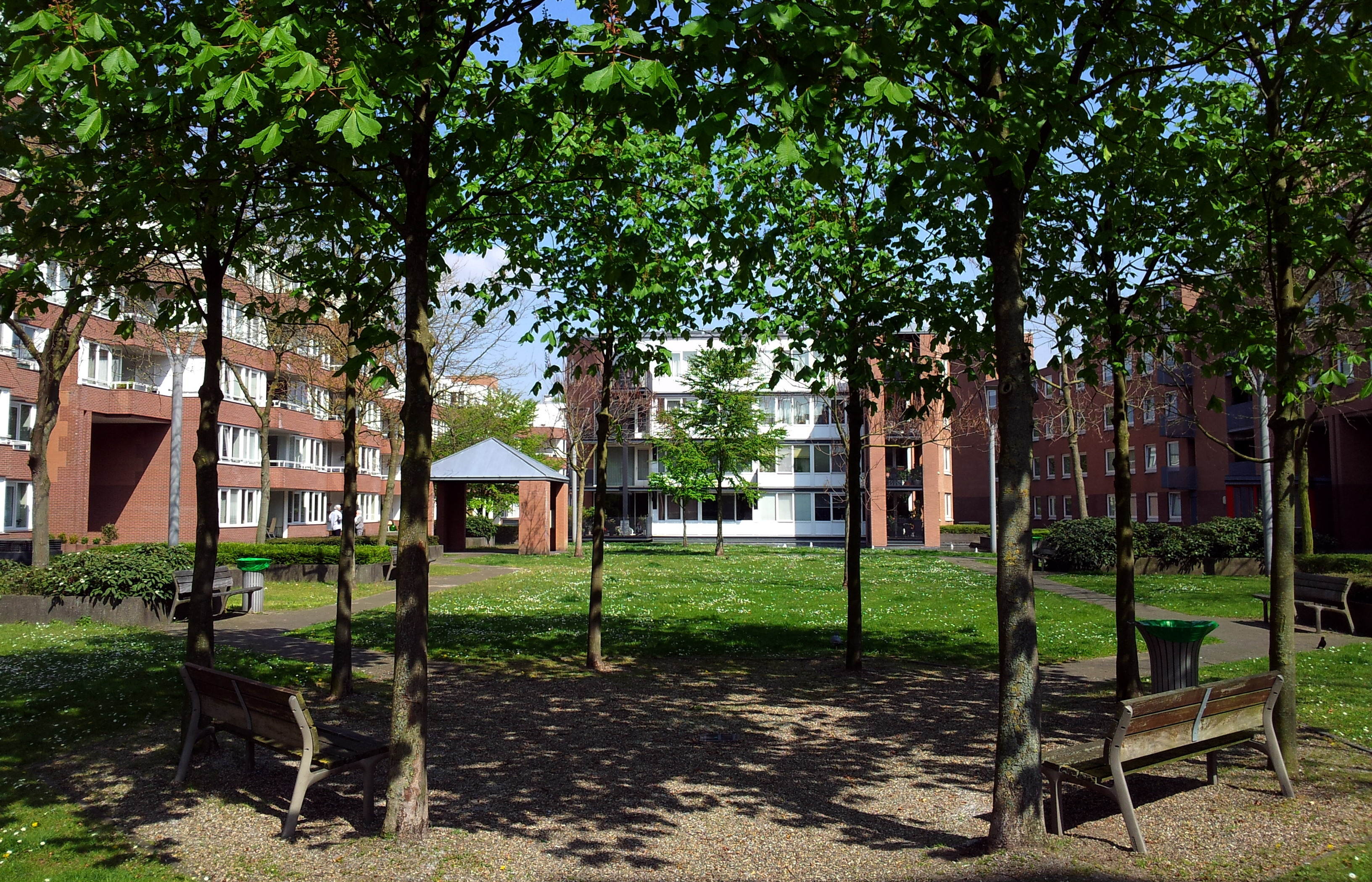
'Jardin Céramique' appartments, Maastricht

- Les Culleres, (Poblenou), 1958-59)
- Europalma Apartments, Mallorca (1964)[2]
- Parc de la Creueta del Coll, Barcelona (1987)[2]
- Quartier Sextius Mirabeau, Ais de Provença, França (1990)[2]
- Port Olímpic de Barcelona (1991)[2]
- La Vila Olímpica del Poblenou, Barcelona (1992)[2]
- Pavelló a l'Exposició de Sevilla (1992)[2]
- 'Jardin Céramique' Appartments, Maastricht, Països Baixos (1994-98)
- Disseny Hub Barcelona, (2008-2013)